# Av Zamanı
Av Zamanı (en turc, "Temps de cacera) és una pel·lícula turca de 1988 dirigida per Erden Kıral.
La pel·lícula va guanyar el premi a la millor pel·lícula al Festival Internacional de Cinema d'Ankara i fou exhibida com a part de la secció oficial del 38è Festival Internacional de Cinema de Berlín.

## Argument
Després del Cop d'estat del 1980 a Turquia un escriptor turc queda decebut per la pèrdua d'un amic estimat i es retira a l'illa de Cunda, on va néixer i on se sent a resguard de l'agitació política del moment. Tanmateix, nous assassinats polítics l'adverteixen que pot estar en perill

## Repartiment
- Aytaç Arman - Yazar
- Zihni Küçümen - Ali Bey
- Nüvit Özdoğru - Professor
- Dilaver Uyanık - Faik
- Şerif Sezer - Zühre